# Мајдево
Мајдево је насељено место града Крушевца у Расинском округу. Према попису из 2022. било је 326 становника (према попису из 1991. било је 532 становника). Село је више пута посетио Александар I Карађорђевић. У селу је 1911. године снимљен први српски документарно-етнолошки филм Једна сеоска српска свадба, у режији Луја де Берија.

## Демографија
У насељу Мајдево живи 388 пунолетних становника, а просечна старост становништва износи 41,3 година (41,2 код мушкараца и 41,3 код жена). У насељу има 132 домаћинства, а просечан број чланова по домаћинству је 3,72.
Ово насеље је великим делом насељено Србима (према попису из 2002. године), а у последња три пописа, примећен је пад у броју становника.
|  |

| Демографија | Демографија | Демографија |
| Година      | Становника  | Становника  |
| ----------- | ----------- | ----------- |
| 1948.       | 578         |             |
| 1953.       | 580         |             |
| 1961.       | 589         |             |
| 1971.       | 556         |             |
| 1981.       | 618         |             |
| 1991.       | 532         | 500         |
| 2002.       | 491         | 522         |

| Етнички састав према попису из 2002.‍ | Етнички састав према попису из 2002.‍ | Етнички састав према попису из 2002.‍ | Етнички састав према попису из 2002.‍ | Етнички састав према попису из 2002.‍ |
| ------------------------------------ | ------------------------------------ | ------------------------------------ | ------------------------------------ | ------------------------------------ |
|                                      |                                      |                                      |                                      |                                      |
| Срби                                 | Срби                                 |                                      | 486                                  | 98,98%                               |
| Црногорци                            | Црногорци                            |                                      | 1                                    | 0,20%                                |
| Бугари                               | Бугари                               |                                      | 1                                    | 0,20%                                |
| непознато                            | непознато                            |                                      | 3                                    | 0,61%                                |

| Година пописа     | 1948. | 1953. | 1961. | 1971. | 1981. | 1991. | 2002. |
| ----------------- | ----- | ----- | ----- | ----- | ----- | ----- | ----- |
| Број домаћинстава | 108   | 108   | 114   | 129   | 155   | 134   | 132   |

| Број чланова      | 1  | 2  | 3  | 4  | 5  | 6  | 7 | 8 | 9 | 10 и више | Просек |
| ----------------- | -- | -- | -- | -- | -- | -- | - | - | - | --------- | ------ |
| Број домаћинстава | 17 | 27 | 17 | 30 | 14 | 18 | 4 | 3 | 1 | 1         | 3,72   |

| Пол    | Укупно | Неожењен/Неудата | Ожењен/Удата | Удовац/Удовица | Разведен/Разведена | Непознато |
| ------ | ------ | ---------------- | ------------ | -------------- | ------------------ | --------- |
| Мушки  | 209    | 51               | 139          | 14             | 4                  | 1         |
| Женски | 197    | 18               | 141          | 31             | 6                  | 1         |
| УКУПНО | 406    | 69               | 280          | 45             | 10                 | 2         |

| Пол    | Укупно                    | Пољопривреда, лов и шумарство | Рибарство                            | Вађење руде и камена | Прерађивачка индустрија       |
| ------ | ------------------------- | ----------------------------- | ------------------------------------ | -------------------- | ----------------------------- |
| Мушки  | 107                       | 28                            | 0                                    | 0                    | 34                            |
| Женски | 48                        | 18                            | 0                                    | 0                    | 15                            |
| УКУПНО | 155                       | 46                            | 0                                    | 0                    | 49                            |
| Пол    | Производња и снабдевање   | Грађевинарство                | Трговина                             | Хотели и ресторани   | Саобраћај, складиштење и везе |
| Мушки  | 3                         | 11                            | 10                                   | 0                    | 8                             |
| Женски | 0                         | 0                             | 4                                    | 3                    | 1                             |
| УКУПНО | 3                         | 11                            | 14                                   | 3                    | 9                             |
| Пол    | Финансијско посредовање   | Некретнине                    | Државна управа и одбрана             | Образовање           | Здравствени и социјални рад   |
| Мушки  | 0                         | 1                             | 2                                    | 1                    | 2                             |
| Женски | 1                         | 0                             | 1                                    | 1                    | 4                             |
| УКУПНО | 1                         | 1                             | 3                                    | 2                    | 6                             |
| Пол    | Остале услужне активности | Приватна домаћинства          | Екстериторијалне организације и тела | Непознато            | Непознато                     |
| Мушки  | 5                         | 0                             | 0                                    | 2                    | 2                             |
| Женски | 0                         | 0                             | 0                                    | 0                    | 0                             |
| УКУПНО | 5                         | 0                             | 0                                    | 2                    | 2                             |